# Telimena pleioblasti
Telimena pleioblasti är en svampart som beskrevs av I. Hino & Katum. 1956. Telimena pleioblasti ingår i släktet Telimena och familjen Phyllachoraceae.   Inga underarter finns listade i Catalogue of Life.